# My World
My World je EP kanadskog pjevača Justina Biebera objavljen 17. studenog 2009. godine u izdanju Island Recordsa. Ovo je ujedno i prva polovica albuma, dok je druga polovica izdana 23. ožujka 2010. godine. Bieber je na svom debiju radio sa svojim mentorom Usherom, te producentima Tricky Stewart, The-Dream, Midi Mafia i drugi. Album je inspiriran tinejdžerskom romansom, te tinejdžerskim situacijama današnjeg vremena. Album sadrži elemente R&Ba i popa. 
Prvi singl s albuma "One Time" izdan je 7. srpnja 2009., i dostigao je top 20 u pet zemalja. Sljedeći singl s albuma "One Less Lonely Girl" izdan je 6. listopada 2009. i ušao je u top 10 u Kanadi i top 15 u SAD. Izdana su i dva digitalna singla s albuma, i to: "Love Me" i "Favourite Girl".

## Pozadina i suradnje
Nakon što je Biebera otkrio menadžer Scooter Braun, zajedno je s njegovom majkom Pattie Malette otputovao u Atlantu, Georgia. Upoznao je R&B zvijezdu Ushera, koji mu je uvelike pomogao da potpiše ugovor s glazbenom kućom Island Records. Biebera je s glazbenim svijetom u Los Angelesu upoznao Usher u travnju 2009. godine, kada je Bieber snimio svoj debi singl "One Time". 
Bieber je za MTV News o svom debi albumu rekao "Mnogo je stvari na ovom albumu koje nisu isključivo o ljubavi. Bit će pjesama s kojima će se mnogi tinejdžeri moći povezati. Kao na primjer rastava roditelja, stvari koje se događaju u svakodnevnom životu. Ima mnogo glazbenika mojih godina čiji albumi prikazuju kako je sve savršeno. Život nije savršen i moj allbum to donekle dokazuje. Samo se moraš truditi."

## Uspjeh albuma
Album je u prvom tjednu prodan u 137.000 primjeraka, te zasjeo na šesto mjesto Billboard 200 liste albuma. U njegovoj domovini Kanadi je album zasjeo na 1. mjesto najprodavanijih albuma u prvom tjednu prodaje, te dobio zlatnu nakladu.

## Kritički osvrt
Album je dobio vrlo pozitivne kritike.

## Popis pjesama
1. "One Time" - 3:36
2. "Favorite Girl" - 4:16
3. "Down to Earth" - 4:05
4. "Bigger" - 3:17
5. "One Less Lonely Girl" - 3:49
6. "First Dance"(Feat. Usher) - 3:42
7. "Love Me" - 3:12

Bonus pjesma:
1. "Common Denominator" - 4:02